# 功刀達朗
功刀 達朗（くぬぎ たつろう、1934年 - ）は、日本の政治学者。専門は、国際関係論、国際政治学、国際法、国際行政、外交官。東京府東京市生まれ。

## 経歴
港区立青山中学校を経て1952年、東京都立日比谷高等学校卒業。東京大学教養学部教養学科中退後、1956年にコーネル大学でMAを、1963年にハーグ国際法アカデミーでディプロマを、1970年にコロンビア大学でPh.D.を取得。ケンブリッジ大学ローターパクト国際法研究センター客員研究員、ブリストル大学公共政策大学院客員研究員。1963年から1971年まで、ニューヨークの国際連合本部法務部法務官。
1971年から1976年まで、中東の国際連合平和維持活動（PKO）法律顧問。1976年から1984年まで、日本外務省ジュネーブ代表部参事官、公使、フランクフルト総領事を務めた。1984年から1990年まで、国連事務次長補（カンボジア人道援助担当国際連合事務総長特別代表、国連人口基金事務局次長）。1990年から2004年まで、国際基督教大学教授。さらに2008年まで国際基督教大学21世紀COE客員教授を務めた。他に国連大学高等研究所客員教授、国際協力研究会代表を歴任。2023年、瑞宝中綬章受章。

## 著書
- “Humanitarian Assistance to Cambodia”（1987年）
- “The Roles of International Institutions in Promoting Sustainable Development”（1992年）
- 『国際協力-国連新時代と日本の役割』（1995年）
- “Towards a More Effective UN”（1996年）)
- “Codes of Conduct for Partnership in Governance”（1999年）
- 『グローバリゼーションと日本外交』（2000年）
- “Challenges of Globalization and Synergistic Responses: Multilateral Institutions in Transition ”（2003年）
- “Redressing Security Deficits in Our Divided World -- UN Perspectives and Beyond ”（2005年）
- 『国際NGOが世界を変える』（2006年）
- 『国連と地球市民社会の新しい地平』（2006年）